# Toma Medvešek
Toma Medvešek (Zagreb, 1997.) je hrvatski kazališni, televizijski i filmski glumac. Sin je poznatih glumaca Svena Medvešeka i Nataše Dorčić.

## Životopis
Nakon završene srednje škole upisuje se na studij glume na Akademiji dramske umjetnosti u Zagrebu. Stalni član ansambla Zagrebačkog kazališta mladih postaje 2023. godine.
Glumi u nizu kazališnih predstava matičnog kazališta među kojima su najuspješnije predstave Čarobnjak iz Oza (r. Saša Broz), Halo, halo, ovdje Radio Zagreb (r. Pavlica Bajsić Brazzoduro) Euforija (r. Ksenija Zec) i Jezik kopačke (r. Borut Šeparović).
Na televiziji se pojavljuje u popularnim serijama Metropolitanci i Oblak u službi zakona, te u telenovelama Dar mar i  U dobru i zlu. 
Osim u matičnom kazalištu, glumio je na gotovo svim značajnijim pozornicama u Zagrebu.

## Filmografija

### Televizijske uloge
- "U dobru i zlu" kao Jakov Srića (2024. – danas)
- "Majstori" kao Pavo (2022. – 2023.)
- "Oblak u službi zakona" kao Bruno Oblak (2022.)
- "Metropolitanci" kao Domagoj Pavić (2022.)
- "Dar mar" kao Rafael Jakelić (2021.)
- "Ko te šiša" kao šegrt #2 (2019.)
- "Crno-bijeli svijet" kao Davor Gobac (2015.)

### Filmske uloge
- "Dečki" (2018.)
- "ZG80" kao Mali Žuti (2016.)
- "Sex, piće i krvoproliće" kao mali iz garaže (2004.)

### Sinkronizacija
- "Snježno kraljevstvo 2" kao Ryder (2019.)
- "101 dalmatinac" (2008.)
- "Roboti" kao mladi Ratko Končar (10 g.) (2005.)

## Vanjske poveznice
- Toma Medvešek u internetskoj bazi filmova IMDb-u (engl.)